# Orzechówka (rejon miorski)
Orzechówka – dawny zaścianek. Tereny na których leżał znajdują się obecnie na Białorusi, w obwodzie witebskim, w rejonie miorskim, w sielsowiecie Przebrodzie.
Dawniej używana nazwa – Orzechówka Pierwsza, Orzechówka I.

## Historia
W czasach zaborów ówczesny zaścianek szlachecki w gminie Druja, w powiecie dzisieńskim, w guberni wileńskiej Imperium Rosyjskiego.
W latach 1921–1945 wieś a następnie zaścianek leżał w Polsce, w województwie wileńskim, w powiecie dziśnieńskim, od 1926 w powiecie brasławskim, w gminie Druja.
Według Powszechnego Spisu Ludności z 1921 roku zamieszkiwały tu 36 osób, 7 było wyznania rzymskokatolickiego a 29 staroobrzędowego. Jednocześnie 7 mieszkańców zadeklarowało polską przynależność narodową a 29 białoruską. Było tu 6 budynków mieszkalnych. W 1931 w 6 domach zamieszkiwało 41 osób.
Wierni należeli do parafii rzymskokatolickiej i prawosławnej w Drui. Miejscowość podlegała pod Sąd Grodzki w Drui i Okręgowy w Wilnie; właściwy urząd pocztowy mieścił się w Drui.